# Agabus paludosus
Agabus paludosus är en skalbaggsart som först beskrevs av Fabricius 1801.  Agabus paludosus ingår i släktet Agabus och familjen dykare. Enligt den finländska rödlistan är arten nära hotad i Finland. Arten är reproducerande i Sverige. Artens livsmiljö är bäckar. Inga underarter finns listade i Catalogue of Life.

## Bildgalleri

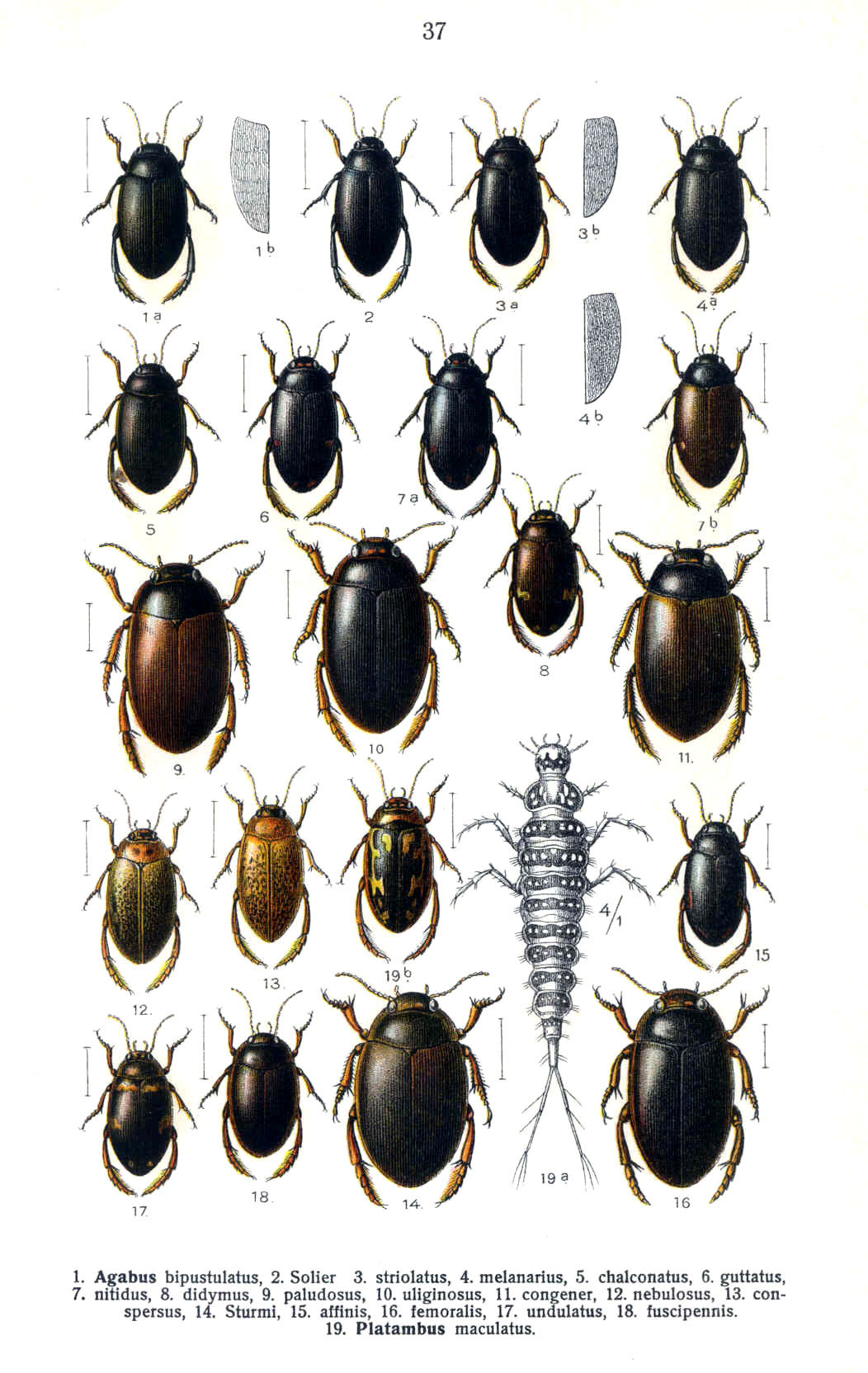
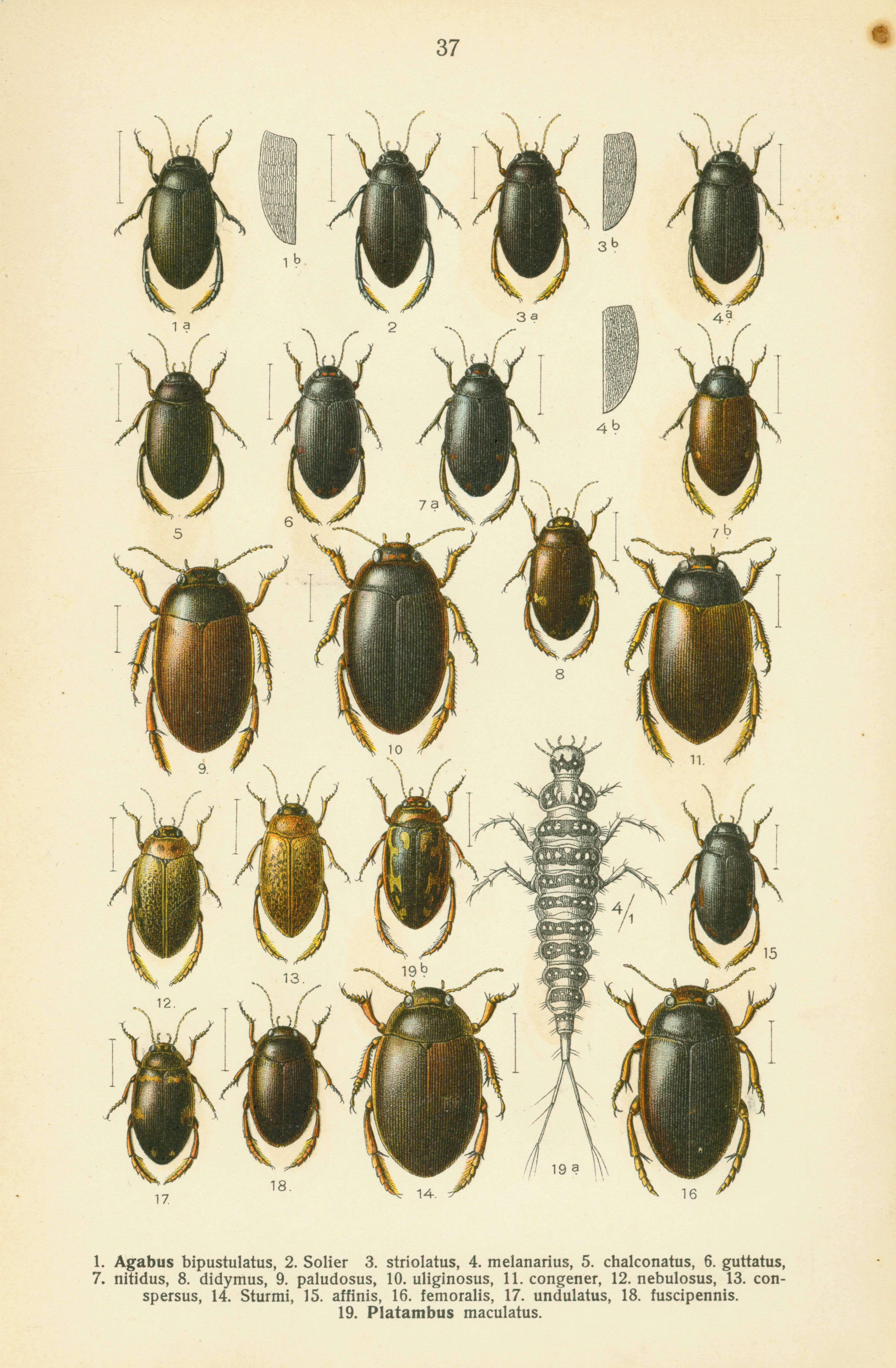